# Железничка станица Сушица
Железничка станица Сушица је једна од железничких станица на прузи Београд—Бар. Налази се насељу Бранешци у општини Чајетина. Пруга се наставља у једном смеру ка Бранешцима и у другом према Стапарима. Железничка станица Сушица састоји се из 3 колосека.

## Повезивање линија
- Пруга Београд—Бар